# Конкурс мокрых футболок
Конкурс мокрых футболок — разновидность конкурса красоты. В конкурсе участвуют девушки, которые надевают футболки, как правило, белого цвета, на голое тело. Девушек поливают водой, так что футболки становятся прозрачными и зрители могут видеть их грудь.
Первый зарегистрированный конкурс мокрых футболок был проведен в 1925 году в Берлине, в одном из ночных кабаре для лесбиянок. Во времена Веймарской республики в Германии наблюдался невиданный всплеск эротических увлечений, а Берлин считался мировой столицей геев, лесбиянок и всякого рода эротоманов. 
Первый подобный официальный конкурс в наши дни провела компания K2 Sports, производитель спортивного оборудования. Мероприятие состоялось на горнолыжном курорте Солнечная долина в Айдахо. Фотографии с одного из конкурсов, состоявшихся в тот же сезон, приобрёл журнал Playboy. Популярность конкурсов резко взлетела после выхода на экраны фильма «Бездна» (1977), в котором Жаклин Биссет плавала в море в белой прозрачной футболке. Часто конкурсы мокрых футболок совмещаются со стриптизом.

## Скандалы
В 1998 году конкурс мокрых футболок состоялся на борту самолёта Boeing 727, совершавшего рейс из Портленда на мексиканский курорт Масатлан. Инцидент  расследовало Федеральное управление гражданской авиации США, которое установило, что в нарушение правил полётов участниц допустили в кабину пилотов, а пилоты помогали судить конкурс.
В 2002 году американка Моника Пиппин обратилась в суд с иском к Playboy Entertainment, Anheuser-Busch и нескольким другим компаниям, организовавшим в 2001 году конкурс мокрых футболок в Дейтона-Бич. Пиппин, которой в то время было 16, участвовала в конкурсе и получила приз в сто долларов, а через некоторое время сосед показал её родителям сделанное Playboy видео с участием Пиппин, транслировавшееся на кабельном канале. По словам Пиппин, она не давала согласия на участие в съёмках, а демонстрация видео причинила ей моральные страдания. При этом для того, чтобы участвовать в конкурсе, она завысила свой возраст. В 2006 году Пиппин, Playboy Entertainment и Anheuser-Busch заключили мировое соглашение.

## В массовой культуре
- Песня «Fembot in a Wet T-Shirt» с альбома Фрэнка Заппы Joe’s Garage рассказывает о конкурсе мокрых футболок.
- Конкурс присутствует в фильме «Пираньи 3D»